# 裴桥镇
裴桥镇，是中华人民共和国河南省商丘市永城市下辖的一个乡镇级行政单位。

## 行政区划
裴桥镇下辖以下地区：
裴桥村、任楼村、王阁村、朱庄村、孙母庄村、田楼村、胡小寨村、张店村、前老家村、和顺村、刘庄村、万楼村、练庄村、黄楼村、乔庄村、邵庄村、苏沟村、盐店村、书案村、杨楼村、夏桥村、刘井村、周各村、程庄村、夏平楼村、崔庄村、赵楼村、李阁村、苏楼村和梁堰村。